# Aljaksej Dokljakou
Aljaksej Dokljakou (belarussisch Аляксей Доклякоў; russisch Алексей Докляков; * 26. Januar 1942 in Minsk) ist ein ehemaliger belarussischer Radrennfahrer und nationaler Meister im Radsport, der in der Sowjetunion aktiv war.

## Sportliche Laufbahn
Dokljakou (in den zeitgenössischen deutschen Medien wurde er auch Alexander Dochljakow genannt) wurde 1966 Zweiter der Internationalen Friedensfahrt hinter Bernard Guyot. 1966 gewann er die nationale Meisterschaft im Straßenrennen in der Sowjetunion und holte den Titel im Mannschaftszeitfahren. Er war Teilnehmer der Olympischen Sommerspiele 1968 in Mexiko-Stadt. Im Mannschaftszeitfahren belegte die sowjetische Mannschaft mit Boris Schuchow, Aljaksej Dokljakou, Jurij Dmytrijew und Waleri Jardy den 9. Rang.